# Dirka po Italiji 1940
Dirka po Italiji 1940 (italijansko Giro d'Italia 1940) je 28. izvedba dirke po Italiji, tritedenske moške cestne kolesarske etapne dirke. Začela se je 17. maja v Milanu in končala 9. junija v Milanu, potekala je zadnjič pred prekinitvijo zaradi izbruha druge svetovne vojne, naslednjič je potekala leta 1946. Sodelovalo je 91 kolesarjev iz šestih ekip in desetih združenj. Rožnato majico je prvič osvojil Fausto Coppi (Legnano), drugo mesto Enrico Mollo (Olympia), tretje pa Giordano Cottur (Lygie).

## Ekipe
Klubi
- Bianchi
- Ganna
- Gloria
- Gerbi
- Legnano
- Lygie
- Olympia

Združenja
- S. C. Binda
- G. S. Battisti-Aquilano
- U. S. Azzini-Universal
- Cicli Viscontea
- Dopolavoro Az. Bemberg
- U. C. Modenese
- Il Littoriale
- Dopolavoro Az. Vismara
- S. S. Parioli
- G. S. Mater

## Etape
| Etapa | Datum    | Štart/Cilj                      | Razdalja    | Tip         | Tip             | Zmagovalec            |             |
| ----- | -------- | ------------------------------- | ----------- | ----------- | --------------- | --------------------- | ----------- |
| 1     | 17. maj  | Milano – Torino                 | 180 km      |             | ravninska etapa | Olimpio Bizzi (ITA)   |             |
| 2     | 18. maj  | Torino – Genova                 | 226 km      |             | ravninska etapa | Pierino Favalli (ITA) |             |
| 3     | 19. maj  | Genova – Pisa                   | 188 km      |             | ravninska etapa | Diego Marabelli (ITA) |             |
| 4     | 20. maj  | Pisa – Grosseto                 | 154 km      |             | ravninska etapa | Adolfo Leoni (ITA)    |             |
| 5     | 21. maj  | Grosseto – Rim                  | 224 km      |             | ravninska etapa | Adolfo Leoni (ITA)    |             |
|       | 22. maj  | dan počitka                     | dan počitka | dan počitka | dan počitka     | dan počitka           | dan počitka |
| 6     | 23. maj  | Rim – Neapelj                   | 238 km      |             | ravninska etapa | Glauco Servadei (ITA) |             |
| 7     | 24. maj  | Neapelj – Fiuggi                | 178 km      |             | ravninska etapa | Walter Generati (ITA) |             |
| 8     | 25. maj  | Fiuggi – Terni                  | 183 km      |             | ravninska etapa | Olimpio Bizzi (ITA)   |             |
| 9     | 26. maj  | Terni – Arezzo                  | 183 km      |             | ravninska etapa | Primo Volpi (ITA)     |             |
| 10    | 27. maj  | Arezzo – Firence                | 91 km       |             | gorska etapa    | Olimpio Bizzi (ITA)   |             |
|       | 28. maj  | dan počitka                     | dan počitka | dan počitka | dan počitka     | dan počitka           | dan počitka |
| 11    | 29. maj  | Firence – Modena                | 184 km      |             | ravninska etapa | Fausto Coppi (ITA)    |             |
| 12    | 30. maj  | Modena – Ferrara                | 199 km      |             | ravninska etapa | Adolfo Leoni (ITA)    |             |
| 13    | 31. maj  | Ferrara – Treviso               | 125 km      |             | ravninska etapa | Olimpio Bizzi (ITA)   |             |
| 14    | 1. junij | Treviso – Opatija (Jugoslavija) | 215 km      |             | ravninska etapa | Glauco Servadei (ITA) |             |
| 15    | 2. junij | Opatija (Jugoslavija) – Trst    | 179 km      |             | ravninska etapa | Mario Vicini (ITA)    |             |
|       | 3. junij | dan počitka                     | dan počitka | dan počitka | dan počitka     | dan počitka           | dan počitka |
| 16    | 4. junij | Trst – Pieve di Cadore          | 202 km      |             | gorska etapa    | Mario Vicini (ITA)    |             |
| 17    | 5. junij | Pieve di Cadore – Ortisei       | 110 km      |             | gorska etapa    | Gino Bartali (ITA)    |             |
|       | 6. junij | dan počitka                     | dan počitka | dan počitka | dan počitka     | dan počitka           | dan počitka |
| 18    | 7. junij | Ortisei – Trento                | 186 km      |             | gorska etapa    | Glauco Servadei (ITA) |             |
| 19    | 8. junij | Trento – Verona                 | 149 km      |             | gorska etapa    | Gino Bartali (ITA)    |             |
| 20    | 9. junij | Verona – Milano                 | 180 km      |             | ravninska etapa | Adolfo Leoni (ITA)    |             |
|       | Skupaj   | Skupaj                          | 3574 km     | 3574 km     | 3574 km         | 3574 km               | 3574 km     |

## Razvrstitev po klasifikacijah
| Etapa  | Zmagovalec        | Rožnata majica · | Gorski seštevek              | Ekipno | Združenja             |
| ------ | ----------------- | ---------------- | ---------------------------- | ------ | --------------------- |
| 1      | Vasco Bergamaschi | Olimpio Bizzi    | brez                         | ?      | ?                     |
| 2      | Gino Bartali      | Osvaldo Bailo    | brez                         | ?      | ?                     |
| 3      | Diego Marabelli   | Osvaldo Bailo    | brez                         | ?      | ?                     |
| 4      | Adolfo Leoni      | Pierino Favalli  | brez                         | ?      | ?                     |
| 5      | Adolfo Leoni      | Pierino Favalli  | brez                         | ?      | ?                     |
| 6      | Glauco Servadei   | Pierino Favalli  | brez                         | Gloria | Cicli Viscontea       |
| 7      | Walter Generati   | Pierino Favalli  | brez                         | Gloria | Cicli Viscontea       |
| 8      | Olimpio Bizzi     | Enrico Mollo     | brez                         | Gloria | U.S. Azzini-Universal |
| 9      | Primo Volpi       | Enrico Mollo     | brez                         | Gloria | U.S. Azzini-Universal |
| 10     | Olimpio Bizzi     | Enrico Mollo     | Primo Volpi                  | Gloria | U.S. Azzini-Universal |
| 11     | Fausto Coppi      | Fausto Coppi     | Fausto Coppi                 | Gloria | U.S. Azzini-Universal |
| 12     | Adolfo Leoni      | Fausto Coppi     | Fausto Coppi                 | Gloria | U.S. Azzini-Universal |
| 13     | Olimpio Bizzi     | Fausto Coppi     | Fausto Coppi                 | Gloria | U.S. Azzini-Universal |
| 14     | Glauco Servadei   | Fausto Coppi     | Fausto Coppi                 | Gloria | U.S. Azzini-Universal |
| 15     | Mario Vicini      | Fausto Coppi     | Fausto Coppi                 | Gloria | U.S. Azzini-Universal |
| 16     | Mario Vicini      | Fausto Coppi     | Fausto Coppi                 | Gloria | U.S. Azzini-Universal |
| 17     | Gino Bartali      | Fausto Coppi     | Fausto Coppi                 | Gloria | U.S. Azzini-Universal |
| 18     | Glauco Servadei   | Fausto Coppi     | Gino Bartali in Fausto Coppi | Gloria | U.S. Azzini-Universal |
| 19     | Gino Bartali      | Fausto Coppi     | Gino Bartali                 | Gloria | U.S. Azzini-Universal |
| 20     | Adolfo Leoni      | Fausto Coppi     | Gino Bartali                 | Gloria | U.S. Azzini-Universal |
| Skupaj | Skupaj            | Fausto Coppi     | Gino Bartali                 | Gloria | U.S. Azzini-Universal |

## Končna razvrstitev
|  | Predstavlja vodilnega v skupnem seštevku |

### Rožnata majica
| Poz. | Kolesar                    | Ekipa                 | Čas          |
| ---- | -------------------------- | --------------------- | ------------ |
| 1    | Fausto Coppi (ITA)         | Legnano               | 107h 31' 10" |
| 2    | Enrico Mollo (ITA)         | Olympia               | + 2' 40"     |
| 3    | Giordano Cottur (ITA)      | Lygie                 | + 11' 45"    |
| 4    | Mario Vicini (ITA)         | Bianchi               | + 16' 27"    |
| 5    | Severino Canavesi (ITA)    | Gloria                | + 16' 50"    |
| 6    | Ezio Cecchi (ITA)          | Gloria                | + 22' 30"    |
| 7    | Walter Generati (ITA)      | Gloria                | + 25' 03"    |
| 8    | Giovanni De Stefanis (ITA) | Dop. Azzini Bamberg   | + 27' 50"    |
| 9    | Gino Bartali (ITA)         | Legnano               | + 46' 09"    |
| 10   | Settimio Simonini (ITA)    | U.S. Azzini-Universal | + 48' 37"    |

### Razvrstitev kolesarjev združenj
| Poz. | Kolesar                    | Združenje               | Čas          |
| ---- | -------------------------- | ----------------------- | ------------ |
| 1    | Giovanni De Stefanis (ITA) | Dop. Azzini Bamberg     | 107h 59' 00" |
| 2    | Settimo Simonini (ITA)     | U.S. Azzini-Universal   | + 19' 47"    |
| 3    | Adriano Vignoli (ITA)      | Cicli Viscontea         | + 29' 52"    |
| 4    | Diego Marabelli (ITA)      | G. S. Battisti-Aquilano | + 37' 28"    |
| 5    | Cesare Del Cancia (ITA)    | Cicli Viscontea         | + 1h 06' 24" |
| 6    | Mario De Benedetti (ITA)   | Dopolavoro Az. Bemberg  | + 1h 14' 58" |
| 7    | Francesco Patti (ITA)      | Il Littoriale           | + 1h 18' 03" |
| 8    | Primo Volpi (ITA)          | U. S. Azzini-Universal  | + 1h 20' 53" |
| 9    | Fulvio Montini (ITA)       | S. S. Parioli           | + 1h 24' 19" |
| 10   | Eduardo Stretti (ITA)      | Dopolavoro Az. Vismara  | + 1h 34' 00" |

### Gorski seštevek
| Poz. | Kolesar                    | Ekipa                 | Točke |
| ---- | -------------------------- | --------------------- | ----- |
| 1    | Gino Bartali (ITA)         | Legnano               | 25    |
| 2    | Fausto Coppi (ITA)         | Legnano               | 21    |
| 3    | Enrico Mollo (ITA)         | Olympia               | 13    |
| 4    | Ezio Cecchi (ITA)          | Gloria                | 13    |
| 5    | Mario Vicini (ITA)         | Bianchi               | 12    |
| 6    | Giordano Cottur (ITA)      | Lygie                 | 7     |
| 6    | Primo Volpi (ITA)          | U.S. Azzini-Universal | 7     |
| 8    | Giovanni De Stefanis (ITA) | Dop. Azzini Bamberg   | 5     |
| 9    | Diego Marabelli (ITA)      | GS Battisti-Aquilano  | 2     |
| 9    | Walter Diggelmann (ITA)    | Olympia               | 2     |

### Ekipna razvrstitev
| Poz. | Ekipa   | Točke        |
| ---- | ------- | ------------ |
| 1    | Gloria  | 306h 14' 23" |
| 2    | Legnano | + 1h 51' 40" |
| 3    | Bianchi | + 3h 30' 57" |
| 4    | Gerbi   | + 3h 32' 44" |
| 5    | Olympia | + 3h 33' 18" |
| 6    | Lygie   | + 5h 03' 30" |

### Razvrstitev združenj
| Poz. | Združenje              | Točke        |
| ---- | ---------------------- | ------------ |
| 1    | U.S. Azzini-Universal  | 327h 34' 59" |
| 2    | Cicli Viscontea        | + 16' 41"    |
| 3    | Dopolavoro Az. Vismara | + 33' 41"    |
| 4    | G.S. Battisti-Aquilano | + 1h 15' 37" |